# 434
Năm 434 là một năm trong lịch Julius.